# 维克多·奥塔
维克多·奥塔（法語：Victor Horta，法語發音：[viktɔʁ ɔʁta]；1861年1月6日—1947年9月8日），比利时建筑师，以新艺术风格的作品闻名。
1861年1月6日，他生于根特。四年根特美术学院学习之后，1878年，他前往巴黎接受培训。他曾生活于巴黎蒙马特，做室内设计工作。在那里，他受到当时的印象派与点彩画派的启发，亦研究了使用玻璃与钢的可能性。
1880年，其父去世。奥塔回到比利时并迁居布鲁塞尔，入布鲁塞尔皇家美术学院学习。之後結婚，與妻子生了兩個女兒。
在布鲁塞尔，他结识了保罗·昂卡尔，日后两人都拥抱了新艺术风格。求学期间，奥塔为其教授、御用建筑师阿方斯·巴拉所青睐，并成为其助手。他们共同设计了位于拉肯的皇家温室，奥塔在其中首次运用了玻璃与钢。
1885年，奥塔已自行执业，当年设计并建成了三幢住宅。他此时决定，不再为富裕的主顾设计住宅而投入公共项目（包括雕像与墓葬）的设计竞赛中。在设计中，他关注弧线的使用，并认为他所设计的形式相当实用而非虚饰。
在此期间，奥塔交游广阔，并加入了共济会。这为其1893年后重归住宅与商铺设计领地提供了客源。
1906年，奧塔與妻子離婚。1908年，與瑞典体操教师尤利娅·卡尔松（Julia Carlsson）結婚。
奥塔是布鲁塞尔自由大学与布鲁塞尔皇家美术学院教授。1932年，他被封为男爵。1947年9月9日，逝于布鲁塞尔，葬于布鲁塞尔郊区伊克塞勒的伊克塞勒公墓。
新艺术风潮过后，不少奥塔设计的屋舍不存。他在布鲁塞尔的故居之一则留存至今，保存完好。此宅建造於1898年建造、1901年完工，之後於1906年和1908年進行擴建。现为奥塔博物馆，自1969年对公众开放。